# 66. ročník udílení cen Emmy
66. ročník udílení cen Emmy, oceňující nejlepší televizní počiny v období od 1. června 2013 do 31. května 2014, se konal dne 25. srpna 2014 v Nokia Theatre v Los Angeles. Předávání poprvé uváděl moderátor Seth Meyers. Přímý přenos z předávání vysílala americká televizní stanice NBC.

## Vítězové a nominovaní
Nominace byly oznámeny dne 10. července 2014. Vítězi jsou uvedeni jako první v pořadí a jsou vyznačeni tučně.

### Pořady
| Nejlepší komediální seriál | Nejlepší dramatický seriál |
| --- | --- |
| - Taková moderní rodinka (ABC) - Teorie velkého třesku (CBS) - Rozvedený se závazky (FX) - Holky za mřížemi (Netflix) - Silicon Valley (HBO) - Viceprezident(ka) (HBO)                                                           | - Perníkový táta (AMC) - Panství Downton (PBS) - Hra o trůny (HBO) - Dům z karet (Netflix) - Šílenci z Manhattanu (AMC) - Temný případ (HBO)                |
| Nejlepší zábavný pořad | Nejlepší minisérie |
| - The Colbert Report (Comedy Central) - The Daily Show with Jon Stewart (Comedy Central) - Jimmy Kimmel Live! (ABC) - Real Time with Bill Maher (HBO) - Saturday Night Live (NBC) - The Tonight Show Starring Jimmy Fallon (NBC) | - Fargo (FX) - American Horror Story: Coven (FX) - Bonnie and Clyde: Dead and Alive (A&E) - Luther (BBC America) - Treme (HBO) - Bílá královna (Starz)      |
| Nejlepší televizní film | Nejlepší soutěžní reality pořad |
| - Stejná srdce (HBO) - Vražda prezidenta Kennedyho (National Geographic) - Muhammad Ali: Největší souboj (HBO) - Sherlock - Poslední přísaha (PBS) - The Trip to Bountiful (Lifetime)                                            | - The Amazing Race (CBS) - Dancing with the Stars (ABC) - Heidi Klum: svět modelingu (Lifetime) - Umíte tančit? (Fox) - Top Chef ([Bravo) - The Voice (NBC) |

### Herectví

#### Hlavní role
| Nejlepší herec v komediálním seriálu | Nejlepší herečka v komediálním seriálu |
| --- | --- |
| - Jim Parsons jako Sheldon Cooper v seriálu Teorie velkého třesku (Epizoda: „The Relationship Diremption") (CBS) - Louis C.K. jako Louie v seriálu Rozvedený se závazky (Epizoda: „Model") (FX) - Don Cheadle jako Marty Kaan v seriálu Profesionální lháři (Episode: „Wreckage") (Showtime) - Ricky Gervais jako Derek Noakes v seriálu Derek (Epizoda: „Episode 6") (Netflix) - Matt LeBlanc jako on sám v seriálu Epizody (Epizoda: „Episode Six") (Showtime) - William H. Macy jako Frank Gallagher v seriálu Shameless (Epizoda: „Lazarus") (Showtime)                                               | - Julia Louis-Dreyfus jako viceprezidentka Selina Meyer v seriálu Viceprezident(ka) (Epizoda: „Crate") (HBO) - Lena Dunham jako Hannah Horvath v seriálu Girls (Epizoda: „Beach House") (HBO) - Edie Falco jako Jackie Peyton v seriálu Sestřička Jackie (Epizoda: „Super Greens") (Showtime) - Melissa McCarthy jako Molly Flynn v seriálu Mike a Molly (Epizoda: „Mind Over Molly") (CBS) - Amy Poehlerová jako Leslie Knope v seriálu Parks and Recreation (Epizoda: „Recall Vote") (NBC) - Taylor Schilling jako Piper Chapmanová v seriálu Holky za mřížemi (Epizoda: „Slepice / Hon na slepice") (Netflix) |
| Nejlepší herec v dramatickém seriálu | Nejlepší herečka v dramatickém seriálu |
| - Bryan Cranston jako Walter White v seriálu Perníkový táta (Epizoda: „Ozymandias) (AMC) - Jeff Daniels jako Will McAvoy v seriálu Newsroom (Epizoda: „Election Night, Part II") (HBO) - Jon Hamm jako Don Draper v seriálu Šílenci z Manhattanu (Epizoda: „The Strategy") (AMC) - Woody Harrelson jako detektiv Martin Hart v seriálu Temný případ (Epizoda: „The Locked Room") (HBO) - Matthew McConaughey jako detektiv Rustin Cohle v seriálu Temný případ (Epizoda: „Form and Void") (HBO) - Kevin Spacey jako viceprezident Frank Underwood v seriálu Dům z karet (Epizoda: „Chapter 26") (Netflix) | - Julianna Margulies jako Alicia Florrick v seriálu Dobrá manželka (Epizoda: „The Last Call") (CBS) - Lizzy Caplan jako Virginia Johnson v seriálu Mystérium sexu (Epizoda: „Pilot") (Showtime) - Claire Danesová jako Carrie Mathison v seriálu Ve jménu vlasti (Epizoda: „The Star") (Showtime) - Michelle Dockeryová jako Lady Mary Crawley v seriálu Panství Downton (Epizoda: „Episode One") (PBS) - Kerry Washingtonová jako Olivia Pope v seriálu Skandál (Epizoda: „The Fluffer") (ABC) - Robin Wrightová jako Claire Underwood v seriálu Dům z karet (Epizoda: „Chapter 26") (Netflix)                  |
| Nejlepší herec v minisérii nebo televizním filmu | Nejlepší herečka v minisérii nebo televizním filmu |
| - Benedict Cumberbatch jako Sherlock Holmes v seriálu Sherlock - Poslední přísaha (PBS) - Chiwetel Ejiofor jako Louis Lester v seriálu Dancing on the Edge (Starz) - Idris Elba jako John Luther v seriálu Luther (BBC America) - Martin Freeman jako Lester Nygaard v seriálu Fargo (FX) - Mark Ruffalo jako Ned Weeks ve filmu Stejná srdce (HBO) - Billy Bob Thornton jako Lorne Malvo v seriálu Fargo (FX) | - Jessica Lange jako Fiona Goode v seriálu American Horror Story: Coven (FX) - Helena Bonham Carter jako Elizabeth Taylor ve filmu Burton a Taylorová (BBC America) - Minnie Driver jako Maggie Royal ve filmu Return to Zero (Lifetime) - Sarah Paulsonová jako Cordelia Foxx v seriálu American Horror Story: Coven (FX) - Cicely Tyson jako Carrie Watts ve filmu The Trip to Bountiful (Lifetime) - Kristen Wiigová jako Cynthia Morehouse v seriálu The Spoils of Babylon (IFC) |

#### Vedlejší role
| Nejlepší herec ve vedlejší roli v komediálním seriálu | Nejlepší herečka ve vedlejší roli v komediálním seriálu |
| --- | --- |
| - Ty Burrell jako Phil Dunphy v seriálu Taková moderní rodinka (Epizoda: „Spring-a-Ding-Fling") (ABC) - Fred Armisen v různých rolích v seriálu Portlandia (Epizoda: „Pull-Out King") (IFC) - Andre Braugher jako kapitán Ray Holt v seriálu Brooklyn 99 (Epizoda: „Christmas") (Fox) - Adam Driver jako Adam Sackler v seriálu Girls (Epizoda: „Two Plane Rides") (HBO) - Jesse Tyler Ferguson jako Mitchell Pritchett v seriálu Taková moderní rodinka (Epizoda: „Message Received") (ABC) - Tony Hale jako Gary Walsh v seriálu Viceprezident(ka) (Epizoda: „Crate") (HBO)    | - Allison Janney jako Bonnie Plunkett v seriálu Máma (Epizoda: „Estrogen and a Hearty Breakfast") (CBS) - Mayim Bialik jako Amy Farrah Fowler v seriálu Teorie velkého třesku (Epizoda: „The Indecision Amalgamation") (CBS) - Julie Bowen jako Claire Dunphy v seriálu Taková moderní rodinka (Epizoda: „The Feud") (ABC) - Anna Chlumsky jako Amy Brookheimer v seriálu Viceprezident(ka) (Epizoda: „Detroit") (HBO) - Kate McKinnonová v různých rolích v pořadu Saturday Night Live (Epizoda: „Host: Anna Kendrick") (NBC) - Kate Mulgrewová jako Galina „Red“ Reznikov v seriálu Holky za mřížemi (Epizoda: „Rána do hrudníku / Rána do prsou") (Netflix) |
| Nejlepší herec ve vedlejší roli v dramatickém seriálu | Nejlepší herečka ve vedlejší roli v dramatickém seriálu |
| - Aaron Paul jako Jesse Pinkman v seriálu Perníkový táta (Epizoda: „Confessions") (AMC) - Jim Carter jako Charles Carson v seriálu Panství Downton (Epizoda: „Episode One") (PBS) - Josh Charles jako Will Gardner v seriálu Dobrá manželka (Epizoda: „Hitting the Fan") (CBS) - Peter Dinklage jako Tyrion Lannister v seriálu Hra o trůny (Epizoda: „The Laws of Gods and Men") (HBO) - Mandy Patinkin jako Saul Berenson v seriálu Ve jménu vlasti (Epizoda: „Gerontion") (Showtime) - Jon Voight jako Mickey Donovan v seriálu Ray Donovan (Epizoda: „Fite Nite") (Showtime) | - Anna Gunn jako Skyler White v seriálu Perníkový táta (Epizoda: „Ozymandias") (AMC) - Christine Baranski jako Diane Lockhart v seriálu Dobrá manželka (Epizoda: „The Last Call") (CBS) - Joanne Froggatt jako Anna Bates v seriálu Panství Downton (Epizoda: „Episode Four") (PBS) - Lena Headeyová jako Cersei Lannister v seriálu Hra o trůny (Epizoda: „The Lion and the Rose") (HBO) - Christina Hendricks jako Joan Harris v seriálu Šílenci z Manhattanu (Epizoda: „The Strategy") (AMC) - Maggie Smithová jako Violet, hraběnka vdova Granthamová v seriálu Panství Downton (Epizoda: „Episode Eight") (PBS)                                           |
| Nejlepší herec ve vedlejší roli v minisérii nebo televizním filmu | Nejlepší herečka ve vedlejší roli v minisérii nebo televizním filmu |
| - Martin Freeman jako Dr. John Watson v seriálu Sherlock: „His Last Vow" (PBS) - Matt Bomer jako Felix Turner ve filmu Stejná srdce (HBO) - Colin Hanks jako Gus Grimly v seriálu Fargo (FX) - Joe Mantello jako Mickey Marcus ve filmu Stejná srdce (HBO) - Alfred Molina jako Ben Weeks ve filmu Stejná srdce (HBO) - Jim Parsons jako Tommy Boatwright ve filmu Stejná srdce (HBO) | - Kathy Batesová jako Delphine LaLaurie v seriálu American Horror Story: Coven (FX) - Angela Bassettová jako Marie Laveau v seriálu American Horror Story: Coven (FX) - Ellen Burstynová jako Olivia Foxworth v seriálu Květiny v podkroví (Lifetime) - Frances Conroy jako Myrtle Snow v seriálu American Horror Story: Coven (FX) - Julia Roberts jako doktorka Emma Brookner ve filmu Stejná srdce (HBO) - Allison Tolman jako Molly Solverson v seriálu Fargo (FX) |

### Režie
| Nejlepší režie komediálního seriálu | Nejlepší režie dramatického seriálu |
| --- | --- |
| - Taková moderní rodinka (Epizoda: „Las Vegas"), režie Gail Mancuso (ABC) - Epizody (Epizoda: „Episode Nine"), režie Iain B. MacDonald (Showtime) - Glee (Epizoda: „100"), režie Paris Barclay (Fox) - Rozvedený se závazky (Epizoda: „Elevator, Part 6"), režie Louis C.K. (FX) - Holky za mřížemi (Epizoda: „Lesbická žádost zamítnuta / Zákaz lesbického sexu"), režie Jodie Fosterová (Netflix) - Silicon Valley (Epizoda: „Minimum Viable Product"), režie Mike Judge (HBO) | - Temný případ (Epizoda: „Who Goes There"), režie Cary Joji Fukunaga (HBO) - Impérium – Mafie v Atlantic City (Epizoda: „Farewell Daddy Blues"), režie Tim Van Patten (HBO) - Perníkový táta (Epizoda: „Felina"), režie Vince Gilligan (AMC) - Panství Downton (Epizoda: „Episode One"), režie David Evans (PBS) - Hra o trůny (Epizoda: „The Watchers on the Wall"), režie Neil Marshall (HBO) - Dům z karet (Epizoda: „Chapter 14"), režie Carl Franklin (Netflix) |
| Nejlepší režie zábavného speciálu | Nejlepší režie minisérie, televizního filmu nebo dramatického speciálu |
| - Glenn Weiss za 67. ročník udílení cen Tony (CBS) - Gregg Gelfand za The Beatles: The Night That Changed America (CBS) - Hamish Hamilton za 86. ročník udílení Oscarů (ABC) - Louis J. Horvitz za The Kennedy Center Honors (CBS) - James Lapine za Six by Sondheim (HBO) - Beth McCarthy-Miller a Rob Ashford za The Sound of Music Live! (NBC) | - Fargo (Epizoda: „Buridan's Ass"), režie Colin Bucksey - American Horror Story: Coven (Epizoda: „Bitchcraft"), režie Alfonso Gomez-Rejon (FX) - Fargo (Epizoda: „The Crocodile's Dilemma"), režie Adam Bernstein (FX) - Muhammad Ali: Největší souboj, režie Stephen Frears (HBO) - Stejná srdce, režie Ryan Murphy (HBO) - Sherlock - Poslední slib, režie Nick Hurran (PBS)                                                                                       |

### Scénář
| Nejlepší scénář pro komediální seriál | Nejlepší scénář pro dramatický seriál |
| --- | --- |
| - Rozvedený se závazky (Epizoda: „So Did the Fat Lady"), scénář Louis C.K. (FX) - Epizody (Epizoda: „Episode Five"), scénář David Crane a Jeffrey Klarik (Showtime) - Holky za mřížemi (Epizoda: „Nebyla jsem připravená / Nepřipravená"), scénář Liz Friedman & Jenji Kohan (Netflix) - Silicon Valley (Epizoda: „Optimal Tip-to-Tip Efficiency"), scénář Alec Berg (HBO) - Viceprezident(ka) (Epizoda: „Special Relationship"), scénář Simon Blackwell, Armando Iannucci a Tony Roche (HBO) | - Perníkový táta (Epizoda: „Ozymandias"), scénář Moira Walley-Beckett (AMC) - Perníkový táta (Epizoda: „Felina"), scénář Vince Gilligan (AMC) - Hra o trůny (Epizoda: „The Children"), scénář David Benioff a D. B. Weiss (HBO) - Dům z karet (Epizoda: „Chapter 14"), scénář Beau Willimon (Netflix) - Temný případ (Epizoda: „The Secret Fate of All Life"), scénář Nic Pizzolatto (HBO)            |
| Nejlepší scénář pro zábavný speciál | Nejlepší scénář pro minisérii, televizní film nebo dramatický speciál |
| - Sarah Silverman: Jsme neuvěřitelní (HBO) - 67. ročník udílení cen Tony (CBS) - 71. ročník udílení Zlatých glóbů (NBC) - The Beatles: The Night That Changed America (CBS) - Billy Crystal: 700 Sundays (HBO) | - Sherlock - Poslední slib, scénář Steven Moffat (PBS) - American Horror Story: Coven (Epizoda: „Bitchcraft"), scénář Ryan Murphy a Brad Falchuk (FX) - Fargo (Epizoda: „The Crocodile's Dilemma"), scénář Noah Hawley (FX) - Luther, scénář Neil Cross (BBC America) - Stejná srdce, scénář Larry Kramer (HBO) - Treme (Epizoda: „...To Miss New Orleans"), scénář David Simon a Eric Overmyer (HBO) |

## Nejvíce nominací
Podle televizního kanálu
- 36 – HBO
- 19 – FX
- 11 – Netflix / PBS
- 10 – AMC / Showtime
- 9 – CBS
- 8 – ABC / Comedy Central / NBC
- 5 – Lifetime
- 4 – BBC America / IFC
- 3 – Fox

Podle pořadu
- 9 – Stejná srdce
- 8 – American Horror Story: Coven / Fargo
- 7 - Perníkový táta
- 6 – Panství Downton / The Tonight Show Starring Jimmy Fallon
- 5 – Hra o trůny / Dům z karet / Taková moderní rodinka / Holky za mřížemi / Sherlock: „His Last Vow" / Temný případ / Viceprezident(ka)
- 4 – Rozvedený se závazky
- 3 – Teorie velkého třesku / The Colbert Report / The Daily Show with Jon Stewart / Epizody / Dobrá manželka / Šílenci z Manhattanu / Saturday Night Live / Silicon Valley

## Nejvíce výher
- Perníkový táta (AMC) – 5
- Taková moderní rodinka (ABC) / Sherlock: „His Last Vow" (PBS) – 3
- American Horror Story: Coven (FX) / Fargo (FX) – 2

## Předávající
- Uzo Aduba
- Scott Bakula
- Halle Berryová
- Stephen Colbert
- Bryan Cranston
- Billy Crystal
- Viola Davis
- Zooey Deschanelová
- Julia Louis-Dreyfus
- Jimmy Fallon
- Ricky Gervais
- Chris Hardwick
- Woody Harrelson
- Lena Headeyová
- Katherine Heiglová
- Allison Janney
- Mindy Kaling
- Keegan-Michael Key
- Jimmy Kimmel
- Adam Levine
- Lucy Liu
- Julianna Margulies
- Matthew McConaughey
- Debra Messingová
- Joe Morton
- John Mulaney
- Hayden Panettiere
- Jim Parsons
- Jordan Peele
- Amy Poehlerová
- Julia Roberts
- James Rolfe
- Andy Samberg
- Liev Schreiber
- Octavia Spencerová
- Gwen Stefani
- Sofia Vergara
- Kate Walsh
- Kerry Washingtonová
- Allison Williams

## Ve vzpomínku
Zpěvačka Sara Bareilles zazpívala píseň „Smile“ během videa „In Memoriam“, který vzdával hold umělcům, kteří zemřeli od posledního předávání cen Emmy. Byli to Ralph Waite, Paul Walker, Maximilian Schell, Casey Kasem, Abby Singer, Meshach Taylor, Robert Halmi Sr., Juanita Moore, Sandy Frank, Russell Johnson, James Avery, Daniel Blatt, Sandi Fullerton, Hank Rieger, Paul Mazursky, Ann B. Davis, Eli Wallach, Lucy Hood, Hal Cooper, Michael Filerman, Alan Landsburg, Philip Seymour Hoffman, Peter O'Toole, Mitzie Welch, Don Pardo, David Brenner, Shirley Temple-Blacková, Efrem Zimbalist, Jr., Carmen Zapata, Hal Needham, Sandy Grossman, Ruby Dee, Sheila MacRae, Mickey Rooney, Marcia Wallaceová, Sid Caesar, Harold Ramis, Elaine Stritch, Lauren Bacallová, James Garner, Joan Fontaine, Maya Angelou a Bob Hoskins. Po skončení videa přišel moderátor Billy Crystal, který vzdal speciální poctu herci Robinu Williamsovi, jenž zemřel 11. srpna 2014.